# 4328 Валіна
4328 Валіна (4328 Valina) — астероїд головного поясу, відкритий 18 вересня 1982 року.
Тіссеранів параметр щодо Юпітера — 3,563.